# Dieter Prestin
Dieter Prestin (* 23. August 1956 in Hürth) ist ein ehemaliger deutscher Fußballspieler.

## Karriere
Vor seiner Profikarriere schaffte er es in die Kreis- und Mittelrheinauswahl und bestritt neun Juniorenländerspiele für den DFB. In der B-Jugend des FC unter Trainer Erich Rutemöller stellte er den Rekord von 103 Saisontoren auf. Mit der von Jupp Röhrig trainierten A-Jugend wurde
Prestin 1974 deutscher Vizemeister. Sein Abitur schaffte Prestin dennoch am Ernst-Mach-Gymnasium Hürth.
Dieter Prestin erhielt seinen ersten Profi-Vertrag beim 1. FC Köln 1975. In den ersten beiden Jahren wurde er nur sporadisch eingesetzt. Seinen Durchbruch erlebte er in der Meistersaison 1977/1978, als er am 10. Spieltag beim Auswärtsspiel gegen den größten Konkurrenten Borussia Mönchengladbach zum 5:2-Sieg der Kölner die Treffer zum 1:0 und 3:1 beisteuerte. Am Saisonende wurde der 1. FC Köln knapp vor den Gladbachern Deutscher Meister. In den weiteren Jahren entwickelte er sich zum Stammspieler in der Kölner Hintermannschaft und brachte es bis zum Ende seiner Karriere 1989 auf insgesamt 246 Bundesliga-Einsätze, die er ausschließlich für den 1. FC Köln absolvierte. Neben der Deutschen Meisterschaft 1978 gewann er dreimal den DFB-Pokal: 1977 und 1978 noch auf der Bank, 1983 gegen den Lokalrivalen SC Fortuna Köln stand er dann als Stammspieler auf dem Platz.
Sein letztes Spiel für den 1. FC Köln bestritt Prestin am 12. September 1987 im Heimspiel gegen Bayern München (3:1). Ohne Einwirkung eines Gegenspielers blieb Prestin, der in diesem Spiel Kapitän seiner Mannschaft war, bei einem Sprint in einem Loch im Rasen hängen und riss sich die Achillessehne. Von dieser Verletzung erholte er sich nicht mehr, da sich die Sehne immer wieder entzündete. Prestin beendete seine aktive Profikarriere mit 31 Jahren.
Prestin hatte während seiner gesamten Karriere immer wieder mit Verletzungen zu kämpfen. In einem Interview aus dem Jahre 2009 gab er an, sich bis dato ca. 30 Operationen unterzogen zu haben und zeitweise abhängig von Schmerzmitteln gewesen zu sein. Heute hat Prestin zwei künstliche Kniegegelenke, ein versteiftes Sprunggelenk und zwei versteifte Handgelenke.
Ab 1983 bereitete er sich auf die Zeit nach dem Profifußball vor und machte bei der dem FC nahestehenden Gothaer Versicherung eine Ausbildung zum Versicherungskaufmann. Beruflich betreibt Dieter Prestin seit 1990 eine Sportversicherungsagentur in Pulheim und seit einigen Jahren an seinem Alterssitz Burggen in Oberbayern. Prestin wohnte seit seiner aktiven Zeit in Quadrath-Ichendorf, dessen FC Quadrath-Ichendorf er zeitweise trainierte.

## Privates
Prestin hat eine Tochter und einen Sohn, der in die Firma als Geschäftsführer eingetreten ist.

## Erfolge
- Deutscher Meister: 1977/78
- Deutscher Vize-Meister: 1981/82
- DFB-Pokal-Sieger: 1976/77, 1977/78, 1982/83
- DFB-Pokal-Finalist: 1979/80
- UEFA-Pokal-Finalist: 1985/86